# Homero de Miranda Leão
Homero de Miranda Leão (1 de janeiro de 1913 – 8 de agosto de 1987) foi um político e poeta do Brasil.
Nasceu em Maués, Amazonas, Brasil, de pais: Manuel José de Miranda Leão e Eponina Martins de Miranda Leão. Foi marido de Letícia Faraco de Miranda Leão.

### Estado Novo
Em 1938, durante a ditadura Vargas e  sem eleições, foi declarado prefeito de Urucará. Em 1941 foi declarado Prefeito de Manacapuru, e no mesmo ano seria transferido para Manicoré. 

### Período Democrático
Em 1946, foi eleito com 460 votos para a Assembleia Legislativa do Estado como parte da União Democrática Nacional (UDN), um partido alinhado ao conservadorismo.  Nas eleições de 1950 seria eleito novamente pela UDN com 587 votos.  Seria novamente eleito nas eleições de 1962, desta vez com 1.189 votos, pelo Partido Social Democrata (PSD). 

### Regime Militar
Em 1967 foi signatário para o manifesto "Em Defesa da Zona Franca de Manaus" contra a alteração da lei número 268 de 28 de fevereiro de 1967 e a tirada de incentivos para a Zona Franca.
Foi governador em exercício do Estado de Amazonas em 1970.
Foi líder da Aliança Renovadora Nacional (ARENA) na legislatura estadual em 1976, quando pediu a substituição do chefe da Superintendência de Desenvolvimento da Amazônia (SUDAM) devido à enchentes. 

## Literatura
Foi membro da União Brasileira de Escritores e da Academia Amazonense de Letras.
Em 1960 publicou um livro de poemas intitulado Mundurucânia.

## Honras
Existe uma escola com seu nome localizada na zona norte de Manaus. 